# Kolartorps naturreservat
Kolartorps naturreservat är ett naturreservat som ligger i kommundelen Vega i Haninge kommun i Stockholms län. Området är 1,8 hektar stort och naturskyddat sedan 2011. Markägare är Svenska staten och förvaltare är Länsstyrelsen i Stockholms län. Inom området finns ett stort antal jättegrytor som gav upphov till bildandet av naturreservatet.

## Beskrivning

### Allmänt
Länsstyrelsen påbörjade ärendet i februari 1993. Till en början handlade det om att skydda jättegrytorna genom att göra dem till naturminnen. Ärendet omklassades dock i januari 1998 till ett ärende för att bilda naturreservat. Reservatet omfattar en kuperad höjd strax norr om villaområdet Kolartorp. Den skyddade delen är relativt liten och omges av nybyggda villor och kedjehus. Trots sin ringa utbredning och närheten till bostadsbebyggelse har reservatet bevarat en del orörd natur som består av berghällar och gles tallskog. Reservatet är högt beläget, upp till 72 meter över havet, och man har fin utsikt över omgivningen. Det finns flera upptrampade stigar, som dock är omärkta. 

### Jättegrytor
Den största sevärdheten utgörs av så kallade jättegrytor som bildades av smältvatten vid slutet av den senaste istiden, när inlandsisen drog sig tillbaka för ungefär 10 000 år sedan. Det totala antalet är svårt att uppskatta. Sannolikt rör det sig om minst ett 50-tal. Kolartorps jättegrytor finns både i branterna och uppe på hällarna. En del ligger gömda under vegetation och svåra att hitta. I några grytor växer träd. 
Grytorna har olika storlekar, den största synliga jättegrytan mäter 1,75 meter i diameter och är cirka två meter djup och vattenfylld. Flera av jättegrytorna är mycket vackert ursvarvade och i några finns så kallade löparstenar kvar. Enligt beskrivningen tillhörande berggrunds- och jordartskarta från 1863 skall i området även finnas en gryta med ett djup av drygt fyra meter, vilket i så fall skulle vara Stockholmstraktens största jättegryta. 
Ett så stort antal jättegrytor inom ett relativt litet område är ovanligt inom Stockholms län och därför har länsstyrelsen ansett att området bör skyddas. För att skydda jättegrytorna har länsstyrelsen behövt lösa in en del av en privatägd fastighet. Andra av istidens smältvatten bildade formationer är hålkäl längs med bergsbranten.

### Syfte
Syftet med reservatet är att skydda ett skogsklätt hällmarksområde där ett stort antal jättegrytor finns. Området skall dessutom vara tillgängligt för allmänheten och för forskning.

## Bilder

Reservatets natur
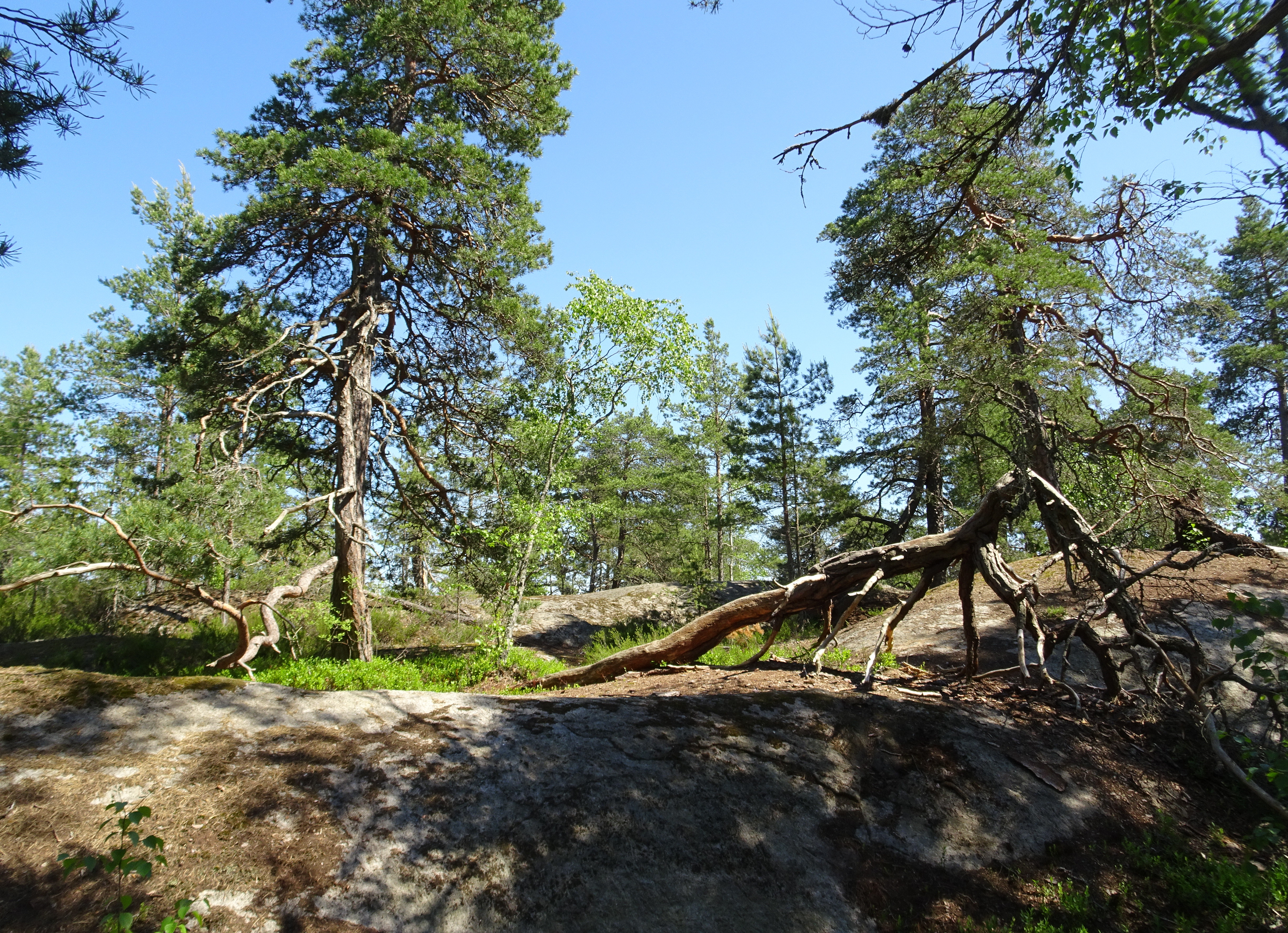
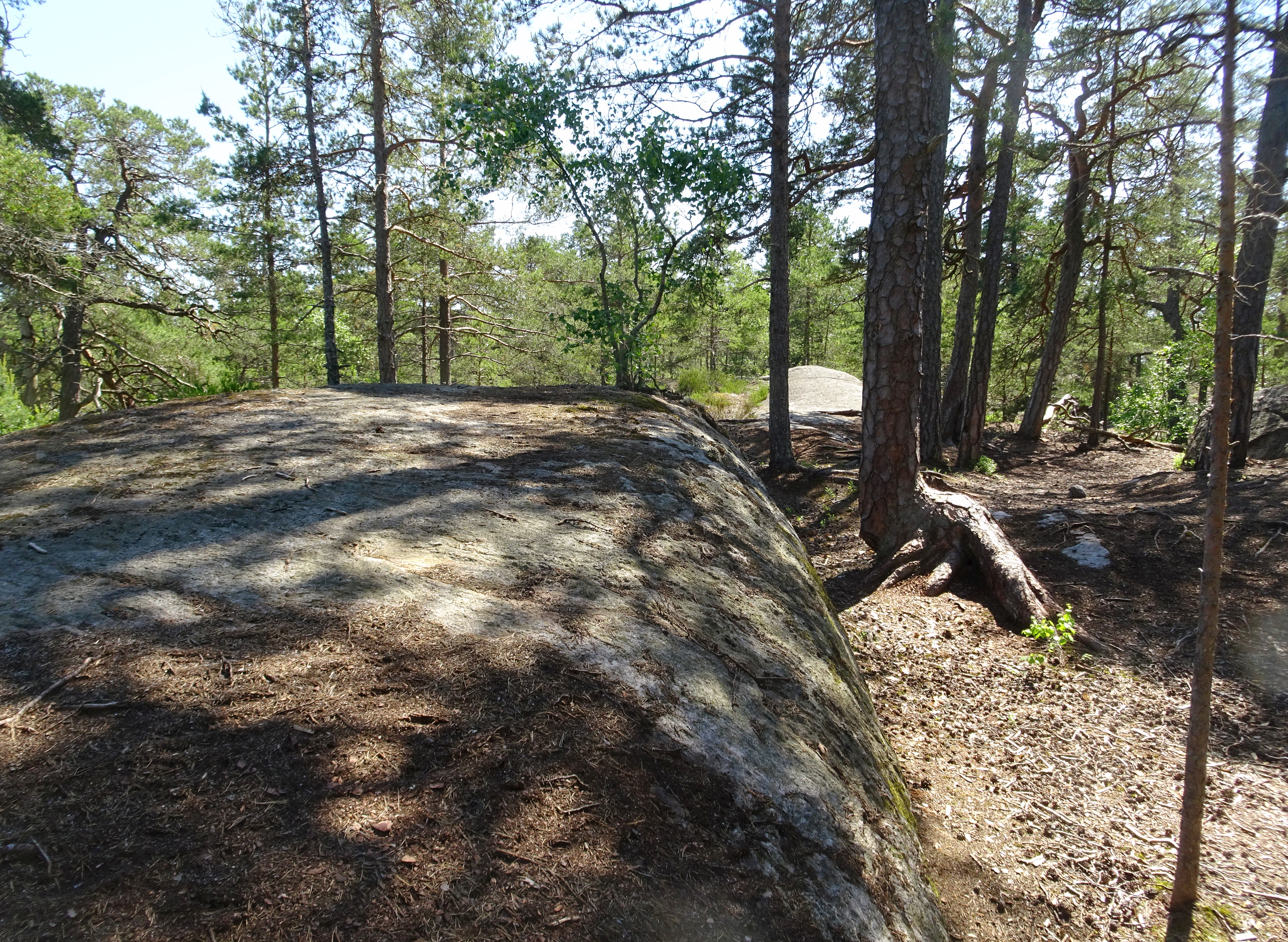
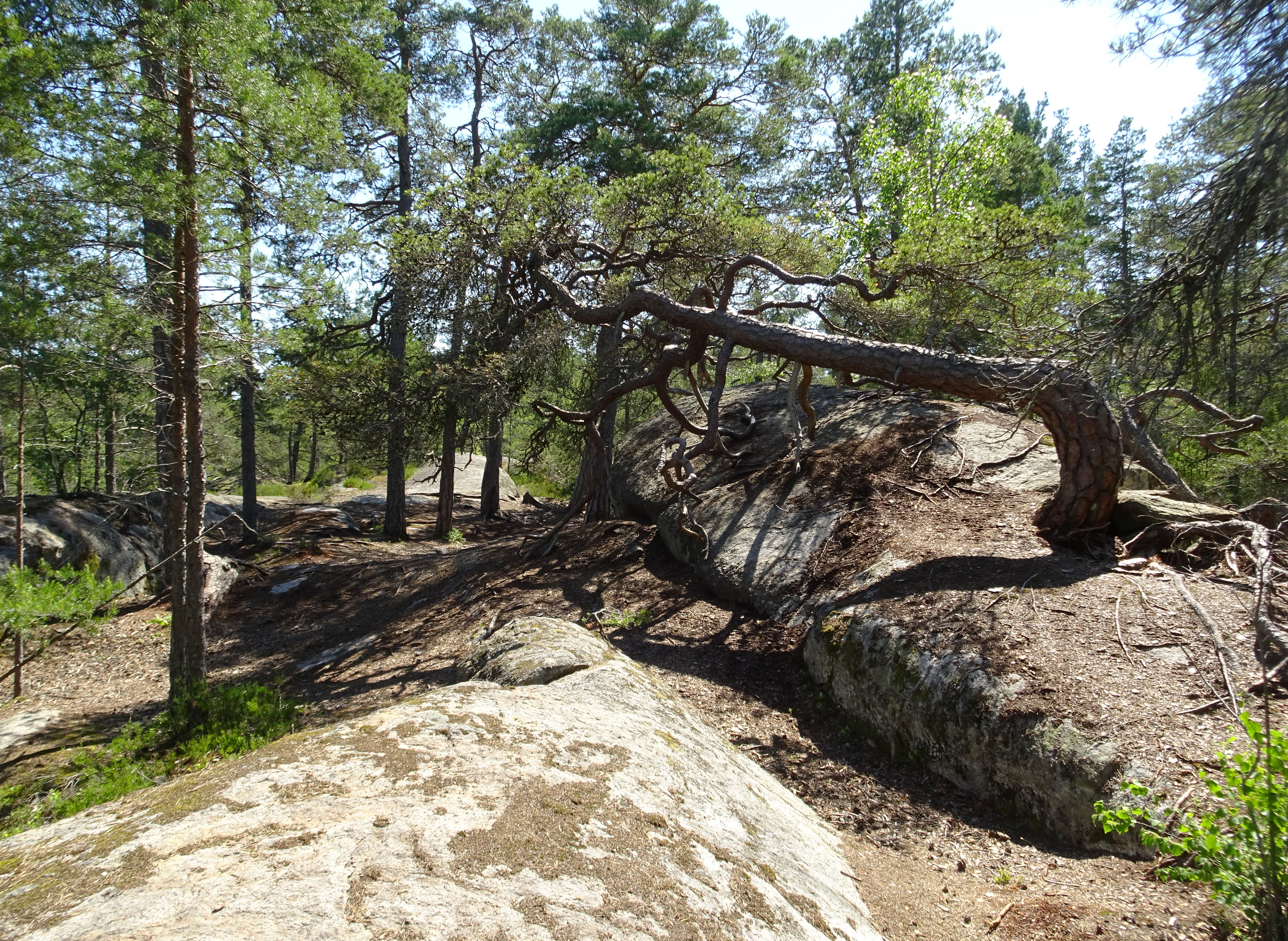
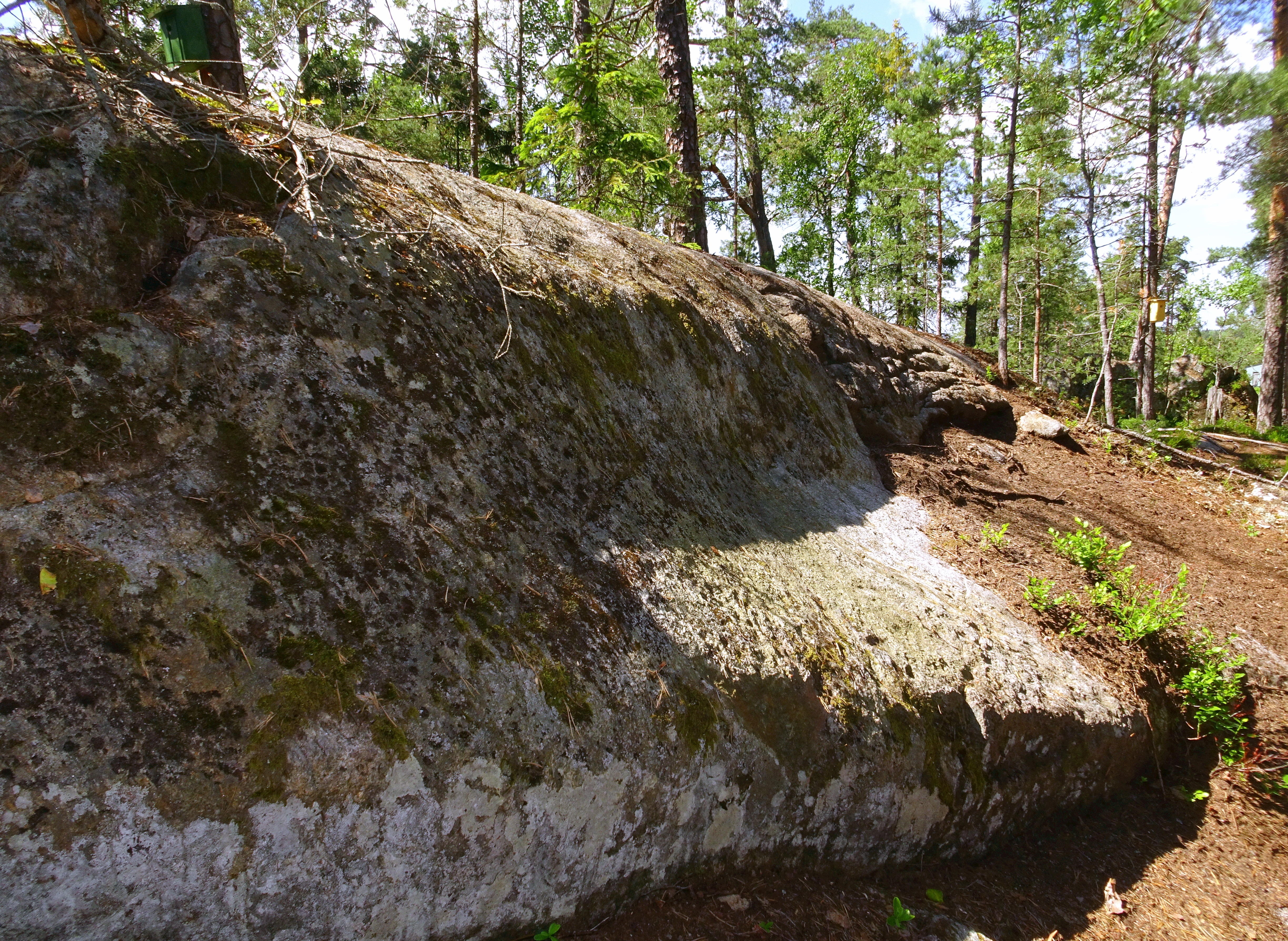

Reservatets jättegrytor
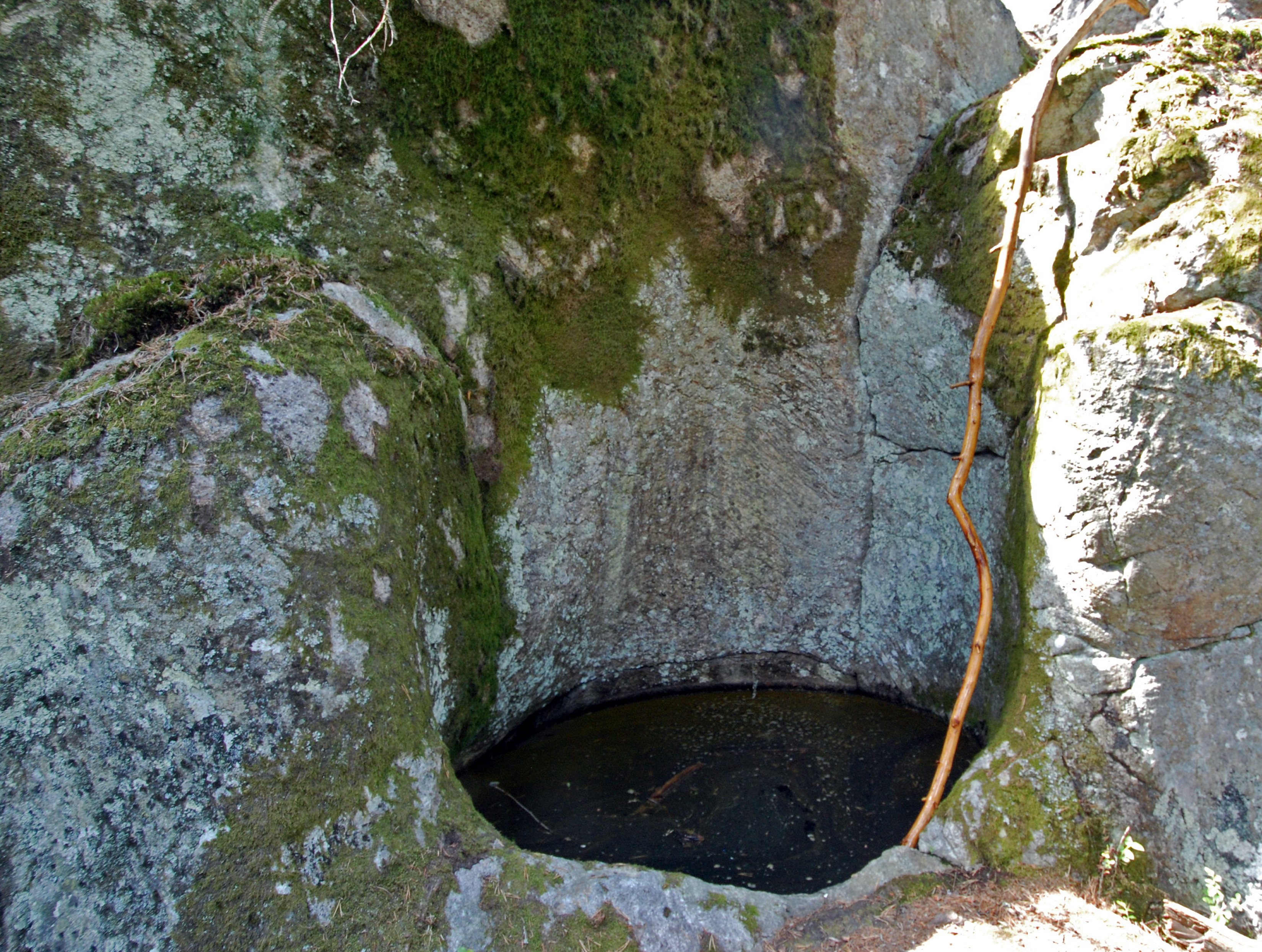
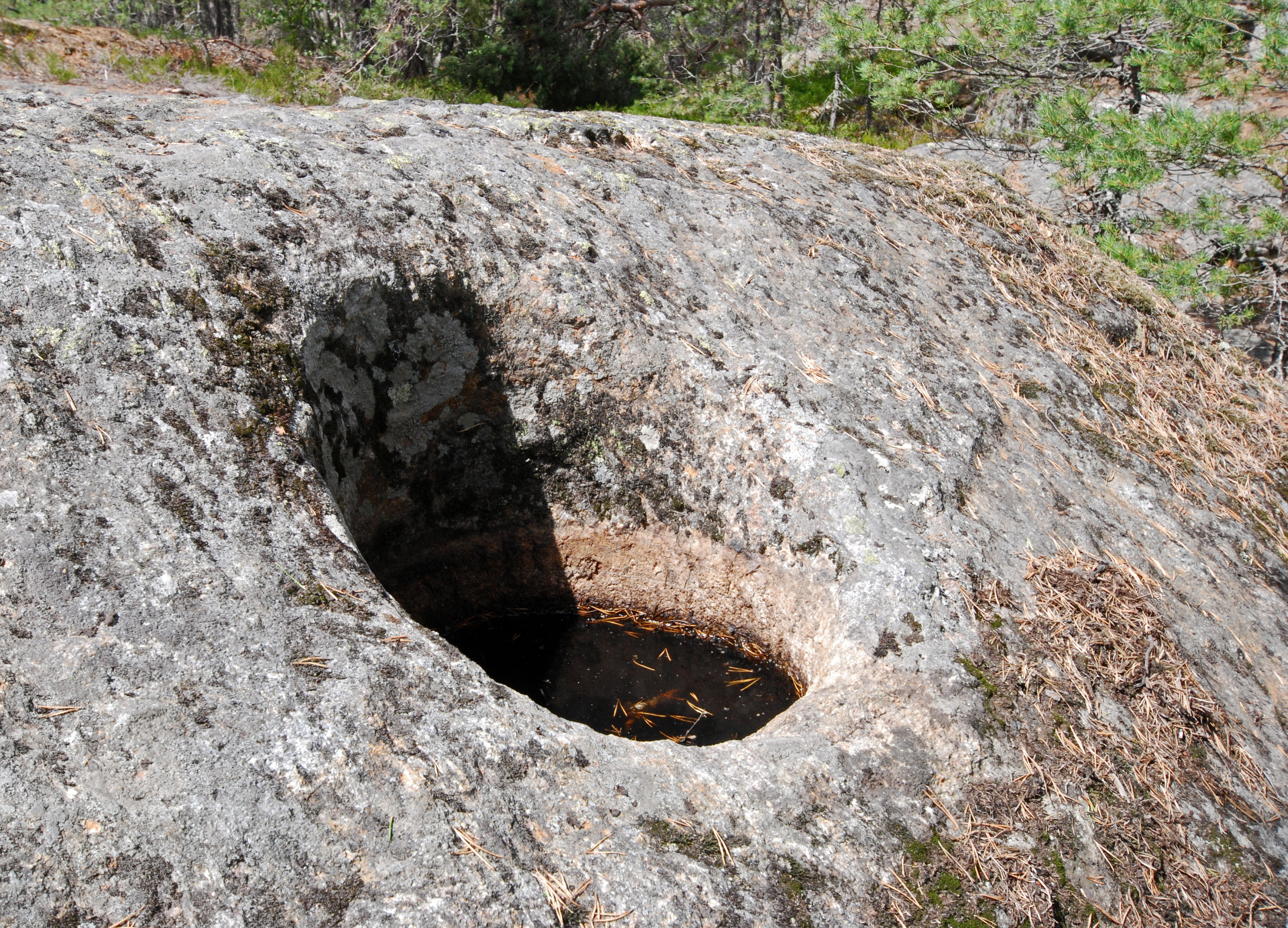
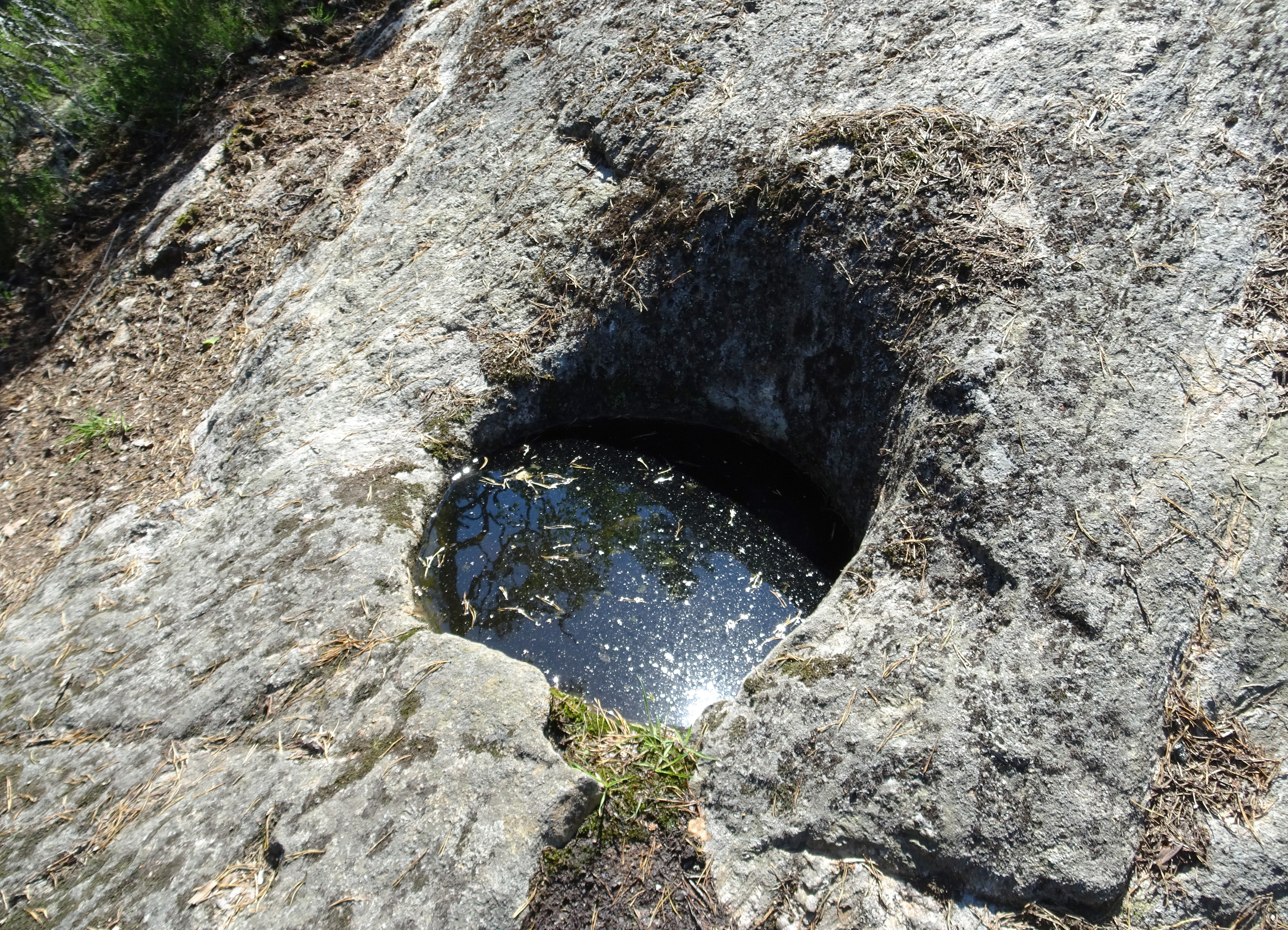
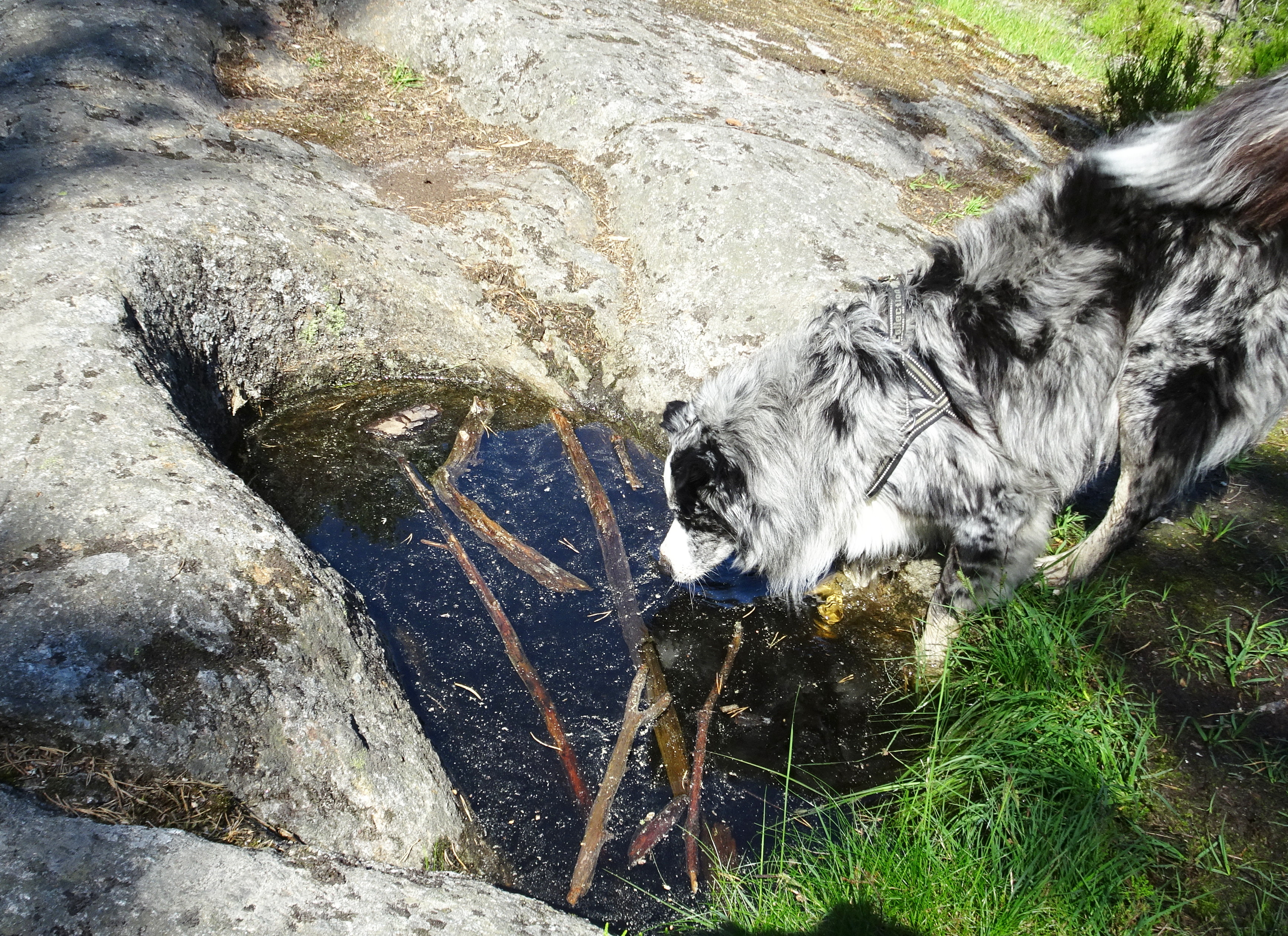